# Dinastia Zagwe
Dinastia Zagwe a fost un stat fondat în jurul anului 970 de către Mara Takla Haymanot, și dizolvat în 1270, după ce regele Yetbarak a murit în bătălia cu Yekuno Amlak. 
Capitala statului a fost la Lalibela, unde au fost sculptate celebrele biserici în piatră. Clasa conducătoare era compusă din populația Agaw.